# Dichotomius pygidialis
Dichotomius pygidialis là một loài bọ cánh cứng trong họ Bọ hung (Scarabaeidae).